# Пенна, Джо
Джонатас ди Мора «Джо» Пенна (порт. Jônatas de Moura Penna; родился 29 мая 1987 в Сан-Паулу), также известный как MysteryGuitarMan — бразильский музыкант и кинорежиссёр, снявший такие фильмы, как «Затерянные во льдах» (2018) и «Дальний космос» (2021).

## Карьера

### Youtube
С июня 2006 года Пенна ведет популярный канал на YouTube MysteryGuitarMan. В январе 2011 года канал стал лидером по количеству подписчиков в Бразилии и седьмым по всему миру.
11 сентября 2005 года Пенна создал второй канал на YouTube. В течение шести часов он стал третьим каналом в Бразилии по количеству подписчиков.
В 2007 году канал Пенны стал одним из первых каналов YouTube, получивших освещение в главных СМИ, включая DC Fox News (округ Колумбия) благодаря видео The Puzzle.
В 2009 году канал Пенны снова попал на первую страницу YouTube благодаря видео Guitar: Impossible. Событие было освещено De Wereld Draait Door, самым рейтинговым прайм-тайм-шоу в Нидерландах, а также австрийской национальной радиостанцией FM4 и MSN.com. Вскоре, Guitar: Impossible было названо YouTube одним из лучших видео 2009 года. Кроме того, видео было выбрано для показа в музее Гуггенхайма.
В 2010 году видео Пенны Root Beer Mozart показали на утреннем шоу CNN «Утренний экспресс с Робином Мидом», а также на национальном шоу Taff в Германии.
На февраль 2021 года youtube-канал Пенны насчитывает более 2,6 млн подписчиков.

### Кино и телевидение
В 2009 году совместно с дуэтом «Ретт и Линк» Джо Пенна снял рекламный ролик под названием «Война футболок», привлекший к себе международное внимание. Вскоре после этого Пенна стал одним из 10 лучших новых режиссёров на 20-м Каннском кинофестивале по версии глобальной креативной команды Saatchi & Saatchi.
Успешный старт в рекламе привёл Пенну к созданию роликов для Coca-Cola и McDonald’s.
В 2012 году совместно со студией Четвертая стена Пенна выступил соавтором и режиссёром интерактивного триллера «Меридиан» с Орландо Джонсом и Риком Овертоном в главных ролях. В августе 2014-го Пенна был объявлен ведущим телешоу Xploration Earth 2050, рассказывающем о современных технологиях. Вскоре, программа получила 4 номинации на премию «Эмми».
В марте 2016 года короткометражный фильм Джо «Переломный момент» был выбран для участия в кинофестивале Tribeca Film Festival.
В феврале 2017 года Пенна приступил к производству своего полнометражного режиссёрского дебюта «Затерянные во льдах» c Мадсом Миккельсеном в главной роли. Съемки фильма проходили в Исландии. Он получил восторженные отзывы на первом же показе в рамках Каннского кинофестиваля 2018 года, где Пенна получил номинацию в категории «Золотая камера».
В июне 2019 года Пенна приступил к съемкам научно-фантастического фильма «Дальний космос» с Анной Кендрик и Тони Коллетт в главных ролях. Картина выйдет в российский прокат в 2021 году.

## Личная жизнь
С 2011 года Джо Пенна женат. У пары 1 ребёнок. Семья проживает в Лос-Анджелесе, Калифорния, США.

## Избранная фильмография
- 2018 — Затерянные во льдах / Arctic (режиссёр, сценарист)
- 2021 — Дальний космос / Stowaway (режиссёр, сценарист)